# Опера Монте-Карло

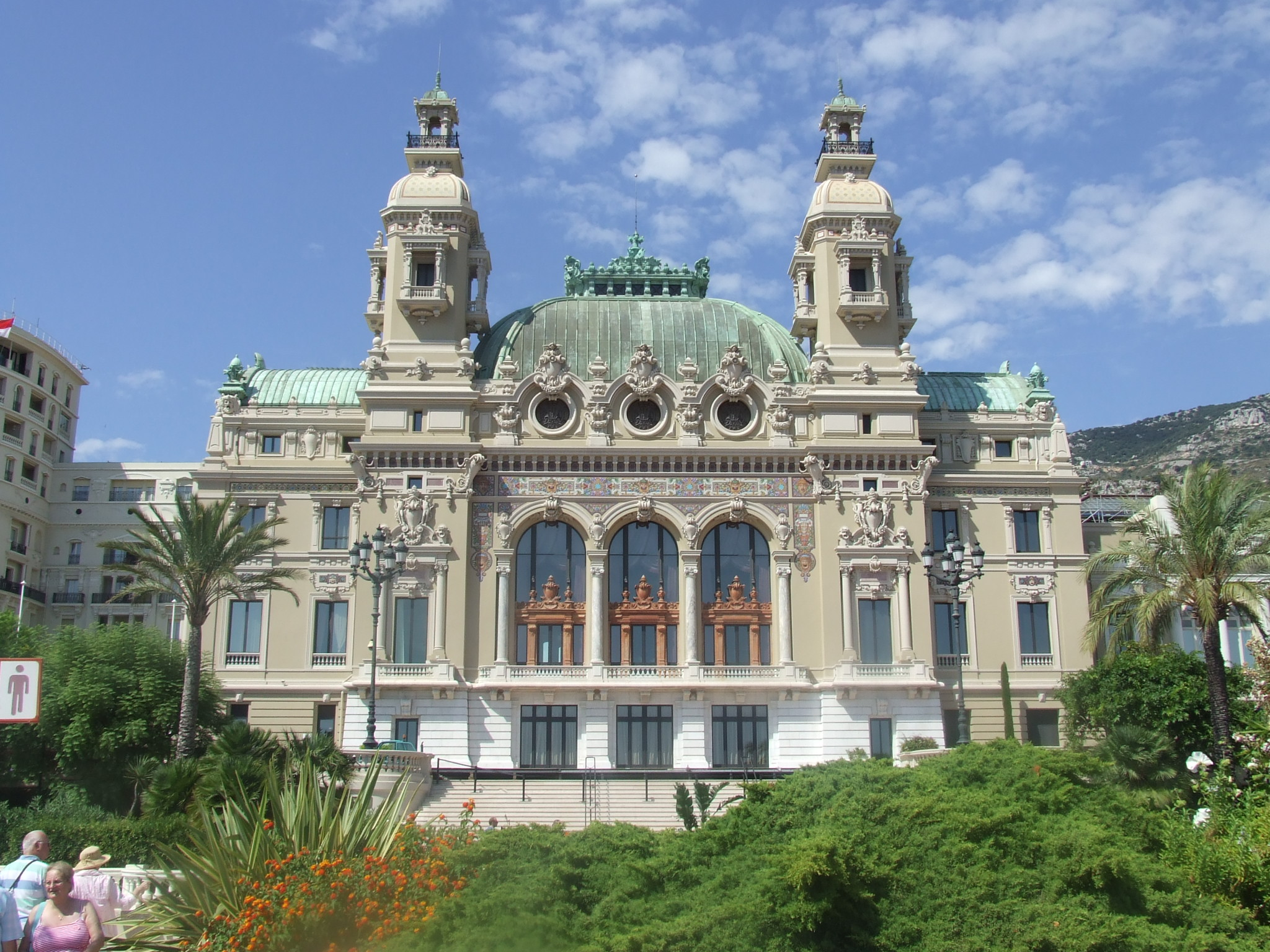
Здание оперного театра Монте-Карло

Опера Монте-Карло — оперный театр в Монако.

## История и описание

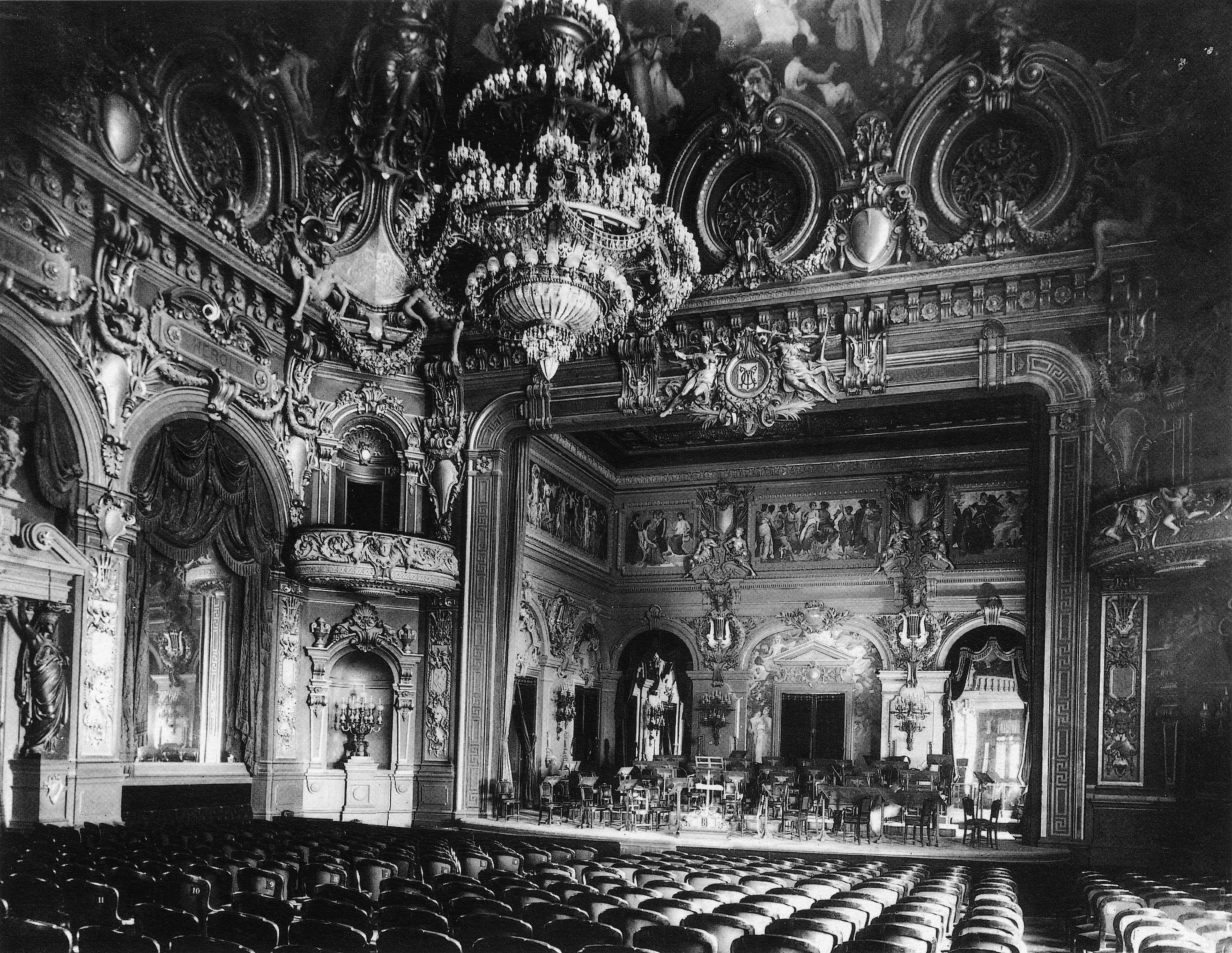
Монако. Интерьер театра в 1878-1879гг.

Построен по проекту архитектора Шарля Гарнье в 1870-х годах по заказу князя Карла III, который решил воспользоваться выгодным географическим расположением княжества и прокладкой в Монако железной дороги и повысить таким образом туристическую привлекательность города. 

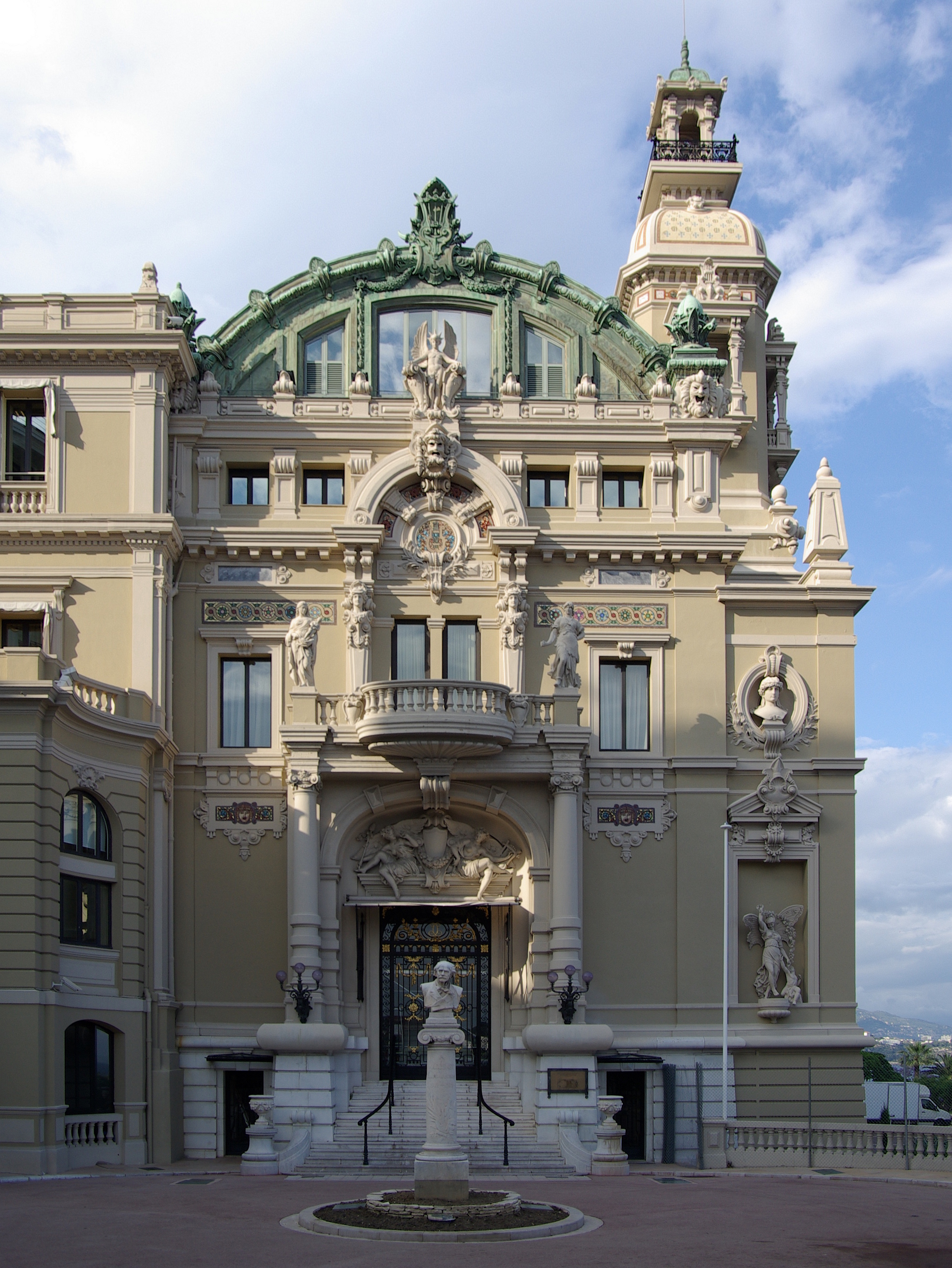
Монако. Вход в оперу.

Театр расположен на берегу Средиземного моря. Перед роскошно оформленным зданием оперы расположены бюсты композиторов Берлиоза и Массне работы русского скульптора Л. А. Бернштама.
Зал театра, носящий имя создавшего его архитектора и рассчитанный на 524 места, был открыт 25 января 1879 года представлением, включавшим в себя инструментальную музыку, оперу, балет, а также художественное чтение в исполнении актрисы Сары Бернар. С этого времени существует традиция устраивать на сцене театра представления различных жанров.

## Мировые премьеры
Всего на сцене театра состоялось более 80 мировых премьер опер, в том числе «Ласточка» Джакомо Пуччини (1917) и «Дитя и волшебство» Мориса Равеля (1925).
Русский балет Дягилева
- 19 апреля 1911 — «Видение Розы» на музыку Карла фон Вебера в оркестровке Гектора Берлиоза, хореография Михаила Фокина
- 26 апреля  1911 — «Нарцисс» на музыку Николая Черепнина, хореография Михаила Фокина
- 16 апреля 1914 — «Бабочки» на музыку Роберта Шумана, хореография Михаила Фокина (европейская премьера)
- 5 января 1924 — «Искушение пастушки» на музыку Мишеля де Монтеклера, хореография Брониславы Нижинской
- 6 января 1924 — «Лани[англ.]» Франсиса Пуленка, хореография Брониславы Нижинской
- 8 января 1924 — «Женские хитрости» на музыку Доменико Чимарозы, хореография Леонида Мясина
- 19 января 1924 — «Докучные» Жоржа Орика, хореография Брониславы Нижинской
- 6 апреля 1924 — «Ночь на лысой горе» на музыку Модеста Мусоргского, хореография Брониславы Нижинской
- 18 апреля 1925 — «Зефир и Флора», хореография Леонида Мясина
- 30 апреля 1927 — «Кошка» Анри Соге, хореография Джорджа Баланчина
- 7 мая 1929 — «Бал» Виктора Риети, хореография Джорджа Баланчина

## Гала-мероприятия
За более чем 140-летнюю историю своего существования, театр трижды служил местом проведения гала-ужинов. Первый раз театр послужил местом празднования торжественного события в 1966 году, а именно столетия Монте-Карло, организованного Грейс Келли и Ренье III. Второй раз театр принял гостей по случаю королевской свадьбы Альбера II и Шарлен Уиттсток. Наконец, еще одно событие — проведение Love Ball и сбор средств для благотворительного фонда «Обнажённые сердца».